# Surviving Sid
Surviving Sid es un cortometraje de animación de 2008 de Blue Sky Studios , protagonizada por Sid, el perezoso de Ice Age y un cameo de Scrat. Es el tercer cortometraje de la saga Ice Age, los otros dos son Gone Nutty y No Time for Nuts. A diferencia de los dos primeros cortometrajes de Ice Age, Surviving Sid se centra en Sid y un pequeño grupo de niños de campamento. Dirigida por Galen Tan Chu y Karen Disher, el corto se estrenó el 2 de diciembre de 2008, en Dr. Seuss' Horton Hears a Who! DVD y Blu-ray.

## Sinopsis
Sid, el perezoso, tiene una escuela de niños en un campamento, solo para descubrir que no es un buen guía y los niños se aburren. Scrat hace un pequeño cameo en el corto, que se ha tragado su bellota y está luchando para mantenerla baja. El viaje del camping deja a algunos de los niños un poco traumatizados. Sid intenta escoger una flor, pero de alguna manera esto ha llevado a una caída del árbol, a continuación, golpea una roca, lo que provoca una reacción en cadena y le pega una serie de rocas más grandes, hasta que finalmente golpear un gran iceberg. El iceberg se recorta una forma de u valle , que Sid posteriores nombres del Gran Cañón . Después, los niños se ponen tan molestos con Sid que terminan atándolo. Muchos años después, en nuestros días, muestra un padre e hijo castor mirando por encima del Gran Cañón con el hijo pidiéndole quien lo hizo. El padre responde: "la naturaleza o un ser con infinita sabiduría".

## Fecha de lanzamiento
El cortometraje se estrenó con el Horton Hears a Who! Blu-ray y DVD, que fue lanzado en el Reino Unido el 20 de octubre de 2008, y en Estados Unidos el 9 de diciembre de 2008. 

## Reparto
- John Leguizamo como Sid the Sloth.
- Chris Wedge como Scrat.
- Shane Baumel como Whiny Beaver Boy.
- Paul Butcher como Smarty Pants Molehog Boy.
- Karen Disher como S'more.
- Sean Micheal Cunningham como Glyptodon Boy.
- Khamani Griffin como Beaver Son.
- John Hawkinson como Beaver Dad.
- Maria Lark como Aardvark Girl Cindy.
- Emily Osment como Claire.